# Heinrich Ernst Beyrich

Ernst Beyrich

Heinrich Ernst Beyrich (* 31. August 1815 in Berlin; † 9. Juli 1896 ebenda) war ein deutscher Geologe und Paläontologe.

## Familie
Heinrich Ernst Beyrichs Eltern waren der Seidenwarenfabrikant Friedrich Gottlob Beyrich (1778 bis nach 1836) und Christine Carola Jordan.
Der Botaniker und Reisende Heinrich Karl Beyrich (1796–1834) war ein Onkel väterlicherseits von Heinrich Ernst Beyrich, also ein Bruder seines Vaters Friedrich Gottlob Beyrich.
Heinrich Ernst Beyrich war seit 1848 mit der damals bekannten Jugendschriftstellerin Clementine Helm (1825–1896) verheiratet.
Der deutsche Fototechniker und Unternehmer Ferdinand Beyrich (1812–1868) war ein Bruder Heinrich Ernst Beyrichs.
Der deutsche Forschungsreisende und Naturkundler Konrad Beyrich (1852 bis nach 1894) war ein Neffe Heinrich Ernst Beyrichs.

## Leben
Ernst Beyrich bestand das Abitur bereits im Alter von 16 Jahren am Berlinischen Gymnasium zum Grauen Kloster. Zu Beginn seines Studiums an der Universität Berlin war er sich unsicher, ob er Botanik, Zoologie oder Mineralogie studieren sollte. Unter dem Einfluss von Christian Samuel Weiss entschied er sich für Letzteres. 1834 ging er nach Bonn, um bei August Goldfuß Paläontologie und Geologie zu studieren.
Nach dem Studium wanderte er zwei Jahre lang mit seinem Freund Julius Ewald (1811–1891) durch Deutschland, Frankreich, die Schweiz und Oberitalien. Im Jahr 1837 wurde er in Berlin mit einer Arbeit über die Goniatiten des Rheinischen Schiefergebirges promoviert. Die Promotionsschrift wurde viel beachtet und ermöglichte Beyrich den Kontakt zu Leopold von Buch, der bis zu Buchs Tode nicht abbrach.
1841 habilitierte Beyrich als Privatdozent an der Universität Berlin und wurde für die Landaufnahme im Auftrag des preußischen Ministeriums für Handel, Gewerbe und öffentliche Arbeiten unter der Leitung von Ernst Heinrich von Dechen herangezogen. Ihm wurde als Erfassungsgebiet das bisher geologisch kaum beachtete Schlesien zugewiesen. Nach zwei Jahren Arbeit legte er seinen Bericht vor, der großen Einfluss auf die Neuordnung der Schlesischen Bergbaureviere hatte.
Im Jahr 1845 wurde er zum Mitglied der Gelehrtenakademie Leopoldina gewählt. 1848 wurde er Assistent am „Mineralogischen Museum“ und leitete ab 1857 die „Paläontologische Sammlung“. Im Dezember 1848 war er Gründungsmitglied der Deutschen Geologischen Gesellschaft (heute: Deutsche Geologische Gesellschaft – Geologische Vereinigung e. V. (DGGV)) und neben Julius Ewald, Heinrich Girard und Gustav Rose deren erster Schriftführer. An der Bergakademie Berlin wirkte er ab 1857 als Privatdozent, als außerordentlicher und ab 1865 als ordentlicher Professor der Geologie und Paläontologie.
1866 wurde er mit der Erstellung der „Geologischen Spezialkarte von Preußen“ im Maßstab 1:25000 beauftragt und wurde im darauffolgenden Jahr zum Gesamtleiter der preußischen geologischen Kartierung ernannt. Mit der Aufgabe der Erstellung der Karte, die nie abgeschlossen werden konnte, befasste er sich bis an sein Lebensende, also über 34 Jahre lang. 1869 gehörte er zu den Gründungsmitgliedern der Berliner Gesellschaft für Anthropologie, Ethnologie und Urgeschichte, deren stellvertretender Vorsitzender er von 1877 bis 1894 war – mit einer einjährigen Unterbrechung im Jahr 1884, in dem er der Gesellschaft vorsaß.
1873 wurde er zusammen mit seinem ehemaligen Schüler Wilhelm Hauchecorne 1. Direktor der Preußischen Geologischen Landesanstalt. Ab 1881 leitete er im Auftrag des Internationalen Geologenkongresses das Projekt der Carte géologique internationale de l’Europe, die ab 1893 veröffentlicht und von Franz Beyschlag vollendet wurde.
1875 wurde er als Direktor der vereinigten Museen für Naturkunde bestellt. Am 29. September 1876 wurde er von der Staatsregierung zum Geheimen Bergrath ernannt.
Ernst Beyrich begründete im Jahr 1854 das chronostratigraphische Zeitintervall des Oligozäns.
Bereits als Student heiratete Ernst Beyrich 1848 die Kinder- und Jugendbuchautorin Clementine Helm, die Nichte seines Professors Christian Samuel Weiss. Das Paar hatte keine eigenen Kinder, adoptierte jedoch nach dem Tod von Clementines Schwester (1851) ihre beiden Nichten.
Ernst Beyrich starb 1896 im Alter von 80 Jahren in Berlin. Beigesetzt wurde er auf dem Alten Zwölf-Apostel-Kirchhof in Schöneberg, wo nur vier Monate nach ihm auch seine Frau ihre letzte Ruhestätte finden sollte. Beide Gräber sind nicht erhalten. Die Grabstelle wird sein September 2018 von einem Gedenkstein markiert, der an Clementine Helm erinnert.

## Ehrungen und Auszeichnungen
- 1845 wurde er zum Mitglied der Deutschen Akademie der Naturforscher Leopoldina gewählt.[7]
- 1853 nahm ihn die Königlich-Preußische Akademie der Wissenschaften aufgrund seiner herausragenden wissenschaftlichen Leistungen als ordentliches Mitglied auf.
- 1862 wurde er auswärtiges Mitglied der Bayerischen Akademie der Wissenschaften.[8]
- 3. Dezemberjul. / 15. Dezember 1876greg. Aufnahme als korrespondierendes Mitglied in die Russische Akademie der Wissenschaften in Sankt Petersburg.
- 1878 wurde er zum Mitglied der Göttinger Akademie der Wissenschaften gewählt.[9]
- 22. Januar 1882 Verleihung Rother Adlerorden III. Classe mit Schleife
- 1884 wurde Beyrich in die American Academy of Arts and Sciences gewählt.[10]
- 23. Januar 1887 Verleihung Kronenorden II. Classe
- 12. April 1887 Verleihung der Grossen goldenen Medaille für Wissenschaft
- Die Leopoldina ehrte Beyrich 1895 mit der Cothenius-Medaille als einen Verfasser besonders wichtiger naturwissenschaftlicher Arbeit.[11]
- 1895, ein Jahr vor seinem Tod, wurde er Ehrenmitglied der Berliner Gesellschaft für Anthropologie, Ethnologie und Urgeschichte.

## Schriften
- Ueber einige organische Reste der Lettenkohlenbildung in Thüringen. In: Zeitschrift der Deutschen Geologischen Gesellschaft, II, S. 153–168, Tafel VI, Berlin 1850 (Digitalisat)
- Übersicht über die im Muschelkalk zu Rüdersdorf bei Berlin bis jetzt aufgefundenen Ammoniten. In: Zeitschrift der Deutschen Geologischen Gesellschaft, 6, Berlin 1854, S. 513–515 (Digitalisat)
- Über die Stellung der hessischen Tertiärbildungen. In: Bericht über die zur Bekanntmachung geeigneten Verhandlungen der Königlich Preussischen Akademie der Wissenschaften zu Berlin, Berlin 1854, S. 640–666 (Digitalisat)
- Über die Crinoiden des Muschelkalks. Physikalische Abhandlungen der Königlichen Akademie der Wissenschaften zu Berlin aus dem Jahr 1857, S. 1–49, 2 Tafeln, Berlin 1858 (Digitalisat)
- Ueber Ammoniten des unteren Muschelkalks. Zeitschrift der Deutschen Geologischen Gesellschaft, X, S. 208–214, Tafel IV, Berlin 1858 (Digitalisat)
- Über einige Cephalopoden aus dem Muschelkalk der Alpen und über verwandte Arten. Abhandlungen der Königlichen Akademie der Wissenschaften zu Berlin aus dem Jahr 1866, S. 105–149, 5 Tafeln, Berlin 1867 (Digitalisat)